# 麗的娛樂網
麗的娛樂網，是以論壇形式經營的色情網站，於2002年6月13日成立。
具有遊戲、漫畫、新聞報導、卡通等相關分類，為單一成人資訊的網站。以台灣民眾為最主要服務對象，曾因刊登未成年援交資訊遭到起訴。

## 運營
以提供色情圖片、影片、漫畫、遊戲及留言板等方式，免費供人觀賞、下載累積瀏覽聲量，再以網路加盟方式，招攬色情光碟、情趣用品業者在網站上刊登廣告，若透過平台購買色情光碟或情趣用品，即可向業者抽取佣金。

## 爭議

### 過程
2011年8月，一名9歲女童透過網站留言板以網名「色情者」張貼「想找男朋友」等資訊，並以「不到十歲」作為噱頭發布援交資訊，一名14歲男童旋即留下即時通等聯絡方式，最終由化名「忘憂月」的16歲少年得標，與該名女童進行口交，換取價值新台幣一千元之遊戲點數卡。

### 迴響
台大社工系副教授王雲東認為，受到拜金價值觀等因素影響，「援交年齡層下降趨勢已不可當。」並呼籲政府應加強性別教育，將「男女平等、女性勿將身體物化」等觀念從小扎根防堵，並落實資訊分級制度。
網路觀察家朱學恒痛罵：「這些競標者根本就是人渣！這是文明世界所不允許的！這大概是近10年來，錯誤網路教育與網路規範最嚴重的案件。我國法律對於性犯罪者的寬容沒有足夠嚇阻力，導致人渣不覺得犯這個罪有什麼危險，他們沒有動機壓抑獸性，這種事只會不斷發生。」
現代婦女基金會執行長姚淑文表示，「這群人明知對方為9歲女童，寧可冒著犯罪風險搶標，可見其對性觀念有嚴重偏差，應尋求心理治療。」
台灣展翅協會祕書長李麗芬批評，網站經營者為了瀏覽數招廣告，罔顧社會道德責任，造成兒童及青少年可隨意進入限制級網頁，現行的網頁分級根本成效不彰，建議政府要求業者執行年齡驗證，如用信用卡或自然人憑證，才能避免懵懂的孩子偷看網站，建立不正確觀念。 

### 後續
由於以張貼未成年少女援交新聞換取瀏覽人氣等行為，警方於同年9月14日逮捕站長林士哲，以公然散布猥褻圖畫罪移送台中地檢署偵辦。在歷經長達3年的法院訴訟，於2013年3月29日臺中地方法院做出無罪定讞。